# Алекс Пашчану
Алекс Пашчану (рум. Alex Pașcanu, нар. 28 вересня 1998, Бирлад) — румунський футболіст, захисник клубу «Рапід» (Бухарест).

## Клубна кар'єра
Народився 27 березня 1999 року в місті Бирлад. У ранньому віці родина Алекса переїхала до Англії, де він і розпочав займатись футболом в академії клубу «Лестер Сіті». За підсумками сезону 2016/17 Пашчану був визнаний найкращим гравцем у молодіжній команді U-23.

## Виступи за збірні
Залучався до матчів молодіжної збірної Румунії, у її складі поїхав на молодіжний чемпіонат Європи 2019 року в Італії. 